# Губанков, Николай Алексеевич
Николай Алексеевич Губанко́в (15 декабря 1903 — 29 января 1983) — советский инженер-строитель и учёный. Доктор технических наук, профессор. Лауреат Сталинской премии (1947).

## Биография
Родился 15 декабря 1903 года в с. Караваевская Донецкой области. В 1929 году окончил Киевский политехнический институт.
Первостроитель метро. Сменный инженер, с 1936 начальник шахты, с 1940 года зам. начальника Московского метростроя, в 1947—1950 годах зам. начальника Главтоннельметростроя, в 1950—1958 начальник Московского метростроя. Непосредственно руководил строительством станции «Семёновская», открытой в январе 1944 года.
Во время войны руководил строительством подземных оборонительных сооружений в Казани.
Член Союза архитекторов СССР с 1958 года. Принимал участие в строительстве стадиона «Лужники». В 1961—1971 годах — директор Всесоюзного НИИ транспортного строительства.
Избирался депутатом Московского городского совета. В 1960 году — первый заместитель председателя Мосгорисполкома. Делегат XXI съезда КПСС (27.1 — 5.2.1959). Депутат Верховного совета РСФСР 5-го созыва. Член Московского городского комитета КПСС. Член райкома КПСС (1959—1961).
Доктор технических наук, профессор. Член-корреспондент Академии строительства и архитектуры СССР.
Соавтор и редактор книги: Строительство городских подземных коллекторов открытым способом [Текст] / Н. А. Губанков [и др.]; под ред. Н. А. Губанкова. — М. : Стройиздат, 1969. — 384 с. : ил., табл. ; 21 см. — Библиогр.: с. 379—380.
Жил в Москве в доме 15 по улице Горького. Умер 29 января 1983 года. Похоронен на Кунцевском кладбище.

## Награды и премии
- Сталинская премия второй степени (1947) — за усовершенствование и внедрение на строительство Московского метрополитена имени Л. М. Кагановича щитового метода проходки тоннелей, обеспечившего значительное повышение производительности труда на подземных работах